# Phelliogeton falklandicus
Phelliogeton falklandicus is een zeeanemonensoort uit de familie Bathyphelliidae.
Phelliogeton falklandicus is voor het eerst wetenschappelijk beschreven door Carlgren in 1927.